# Gabriel Schwartzman
Gabriel Schwartzman (ur. 23 października 1976 w Bukareszcie) – amerykański szachista pochodzenia rumuńskiego, arcymistrz od 1993 roku.

## Kariera szachowa
Na przełomie lat 80 i 90. XX wieku zaliczany był do grona najbardziej utalentowanych graczy młodego pokolenia na świecie. W 1992 otrzymał tytuł mistrza międzynarodowego, a w następnym roku został arcymistrzem (w wieku 17 lat, co wówczas było wydarzeniem wyjątkowym). Trzykrotnie zajął miejsca w ścisłej czołówce mistrzostw świata juniorów: Timișoara 1988 (w kategorii do 12 lat) – srebrny medal, Fond du Lac 1990 (do 14 lat) – brązowy medal oraz Duisburg 1992 (do 16 lat) – V miejsce.
W 1991 podzielił III m. (za Gasparem Mathe i Zoltanem Vargą) w Werfen, w 1992 podzielił I m. (wspólnie z George-Gabrielem Grigore) w kołowym turnieju w Odorheiu Secuiescu, natomiast w 1993 zwyciężył w Bukareszcie. W 1994 jedyny raz w karierze wystąpił w finale indywidualnych mistrzostw Rumunii, dzieląc IV-V miejsce (za Mihailem Marinem, Andrei Istrățescu i Dragoșem Dumitrache, wspólnie z Constantinem Ionescu) oraz podzielił III m. w turnieju Hoogovens–B w Wijk aan Zee (za Larsem Bo Hansenem i Friso Nijboerem, wspólnie z Aleksandrem Wojtkiewiczem i Lukiem Winantsem).
Od końca 1995 na arenie międzynarodowej reprezentuje Stany Zjednoczone. W 1996 odniósł jeden z największych sukcesów w karierze, samodzielnie zwyciężając w turnieju US Open w Alexandrii, natomiast w 1997 uczestniczył w finale mistrzostw USA, zajmując IV m. w grupie B. W 1999 ponownie odnotował dobry występ w turnieju US Open (rozegranym w Reno), dzieląc I miejsce wspólnie z Aleksiejem Jermolinskim, Aleksandrem Goldinem, Eduardasem Rozentalisem, Aleksandrem Szabałowem i Michaelem Mulyarem. Od 2001 nie uczestniczy w turniejach klasyfikowanych przez Międzynarodową Federację Szachową.
Najwyższy ranking w karierze osiągnął 1 stycznia 2000, z wynikiem 2537 punktów zajmował wówczas 17. miejsce wśród amerykańskich szachistów.